# Золотухіна Світлана Трохимівна
Золотухіна Світлана Трохимівна (нар. 1 вересня 1953, с. Карабущине Кегичівського району Харківської області) – українська вчена, доктор педагогічних наук, професор, завідувач кафедри загальної педагогіки і педагогіки вищої школи Харківського національного педагогічного університету імені Г. С. Сковороди, відомий фахівець у галузі історії педагогіки, дидактики вищої школи, відмінник  освіти України, лауреат ІІІ, V та IX обласних конкурсів «Вища школа Харківщини – кращі імена» в номінації «Викладач гуманітарних дисциплін», лауреат Регіонального рейтингу «Харків’янин року» в номінації «Діячі науки, культури, мистецтва», лауреат конкурсу ХНПУ імені Г. С. Сковороди «Людина року», володар стипендії імені В. Н. Каразіна (у галузі гуманітарних наук).

## Життєпис
1961–1970 рр. – учениця восьмирічної школи № 97 та середньої школи № 59 м. Харкова
1970–1971 рр. – робітниця заводу «Радіодеталь» м. Харкова
1971–1975 рр. – студентка фізико-математичного факультету Харківського державного педагогічного інституту імені Г. С. Сковороди 
1974–1976 рр. – учитель математики середньої школи № 17 і вечірньої школи № 41 м. Харкова
1976–1978 рр. – секретар, завідувач шкільного відділу Київського РК ВЛКСМ України у м. Харкові 
1976–1979 рр. – аспірантка ХДПІ імені Г. С. Сковороди 
1978 р. – асистент кафедри педагогіки ХДПІ імені Г. С. Сковороди
1983 р. – старший викладач кафедри педагогіки
1985 р. – доцент кафедри педагогіки 
1992–1995 рр. – навчання в докторантурі
1995 р. – присуджено науковий ступінь доктора педагогічних наук
1996 р. – професор кафедри педагогіки
з 2002 р. – завідувач кафедри загальної педагогіки і педагогіки вищої школи

## Науково-педагогічна діяльність
Свою науково-педагогічну діяльність С. Т. Золотухіна розпочала у ХДПІ імені Г. С. Сковороди (з 1978 р.), пройшовши шлях від асистента до професора, створивши власну наукову школу, яка на сьогодні нараховує 11 докторів і 52 кандидата педагогічних наук. Понад 15 років вона виконувала обов’язки вченого секретаря спеціалізованої вченої ради (Д 64.053.04) при ХНПУ імені Г. С. Сковороди, а з 2006 р. є заступником голови цієї ради.
Науково-дослідницькі результати, отримані С. Т. Золотухіною, знайшли втілення в кандидатській «Підготовка студентів до профорієнтаційної роботи у школі» (1984, наук. керівник проф. А. І. Зільберштейн) та докторській «Розвиток теорії та практики виховуючого навчання в історії вітчизняної педагогічної думки (IX – XIX ст.)» (1995 р., наук. консультант проф. В. І. Лозова) дисертаціях, монографії «Тенденції розвитку виховуючого навчання» (1997), а також у близько 200 науково-методичних працях .
Переконаність у тому, що історія педагогіки має працювати на сьогодення, спонукали С. Т. Золотухіну до розробки історико-педагогічних проблем, пов’язаних з дослідженням питань навчання й виховання учнівської молоді в різні історичні періоди, особливостей розвитку вищої освіти на Слобожанщині, ролі Я.-А. Коменського, С. І. Миропольського, М. М. Ланге, Г. С. Сковороди, М. Ф. Сумцова, К. Д. Ушинського та ін. у розвитку педагогічної науки та шкільництва. Власні науково-теоретичні наробки вченою багаторазово оприлюднено на всеукраїнських і міжнародних конференціях. 
З 2002 р. С. Т. Золотухіна очолює кафедру загальної педагогіки і педагогіки вищої школи ХНПУ імені Г. С. Сковороди. Під її керівництвом кафедра неодноразово виборювала першість у змаганнях з науково-дослідної роботи серед кафедр університету, а студенти ставали призерами всеукраїнських олімпіад з педагогіки.
У 2015 році вона взяла участь у підготовці базового підручника для студентів вищих навчальних закладів III–IV рівнів акредитації «Педагогіка», рекомендованого Міністерством освіти і науки України. 
Професор С. Т. Золотухіна є головним редактором наукового фахового збірника «Педагогіка та психологія» [Архівовано 5 вересня 2018 у Wayback Machine.], членом редакційної колегії часопису «Історико-педагогічний альманах» [Архівовано 14 червня 2022 у Wayback Machine.], членом Міжвідомчої ради з координації досліджень у галузі освіти, педагогіки і психології при НАПН України [Архівовано 27 серпня 2018 у Wayback Machine.]. Вона рецензує підручники й навчально-методичні посібники для вищих навчальних закладів.
За плідну науково-педагогічну діяльність, значний внесок у справу виховання майбутнього вчителя С. Т. Золотухіна нагороджена медаллю «Григорій Сковорода» (2014); нагрудними знаками «Відмінник освіти України» (2004), «А. С. Макаренко» (2005), «К. Д. Ушинський» (2007).